# Викрам Батра
Капитан Викрам Батра, полковник (9 сентября 1974 — 7 июля 1999) — офицер индийской армии, награжден орденом Парам Вир Чакра, высочайшей наградой Индии за доблесть на поле боя, в ходе проявленных действий во время Каргильской войны в 1999 году.

## Ранняя жизнь и образование
Батра родился 9 сентября 1974 года в Палампуре, штат Химачал-Прадеш, Индия . Он был третьим ребенком в семье Гирдхари Лал Батры, директора государственной школы, и Камала Канта Батры, школьного учителя. У Барта были две старшие сестры и младший брат. Учился в государственной школе "DAV" в Палампуре до среднего уровня. Получил свое старшее среднее образование в Центральной школе, Палампур.  В 1990 году он и его брат-близнец представляли свою школу настольного тенниса в All India KVS Nationals.  Он также был обладателем зеленого пояса в каратэ и посещал лагерь национального уровня в Манали.
Батра продолжил своё обучение в колледже "DAV", Чандигарх, доктор медицинских наук. В колледже он присоединился к Воздушному крылу Национального Кадетского Корпуса (NCC), в то время как он был в первом году. Во время межгосударственного лагеря NCC он был признан лучшим курсантом NCC Air Wing дирекции Пенджаба в Северной зоне.   Он был отобран и прошел 40-дневную подготовку по парашютному десанту с его подразделением NCC Air Wing на аэродроме Pinjore и Flying Club.  В течение следующих двух лет в "DAV" он оставался курсантом армейского крыла NCC.
Впоследствии он получил право на сертификат «С» в NCC и получил звание старшего младшего сотрудника в своем подразделении NCC.  Впоследствии, в 1994 году, он был выбран для парада в День Республики в качестве курсанта NCC, и когда он вернулся домой, он сказал своим родителям, что он хочет присоединиться к армии.  В 1995 году, еще учась в колледже, он был выбран для торгового флота в судоходной компании со штаб-квартирой в Гонконге, но в конечном итоге он передумал. В том же году он получил степень бакалавра, окончив колледж DAV в Чандигархе.
После получения степени бакалавра в 1995 году он поступил в Панджабский университет в Чандигархе, где  поступил в магистратуру по английскому языку , чтобы подготовиться к экзамену «Комбинированная защита» (CDS).  Он посещал вечерние занятия в университете и утром работал неполный рабочий день в качестве менеджера филиала туристического агентства в Чандигархе.
В 1996 году он сдал экзамен CDS и был отобран в Совет по отбору услуг (SSB) в Аллахабаде. Викрам Батра значился в числе 35 лучших кандидатов в Ордене за заслуги.  Закончив год (сессия 1995—96) на степень магистра английского языка, он покинул университет и поступил в Военную академию Индии.
По словам отца, Викрам нашел свою цель в жизни. Он нашел путь к праведному пути, который приведет его к его цели — к служению, которое было чрезвычайно высоким и высшим.

## Военная карьера

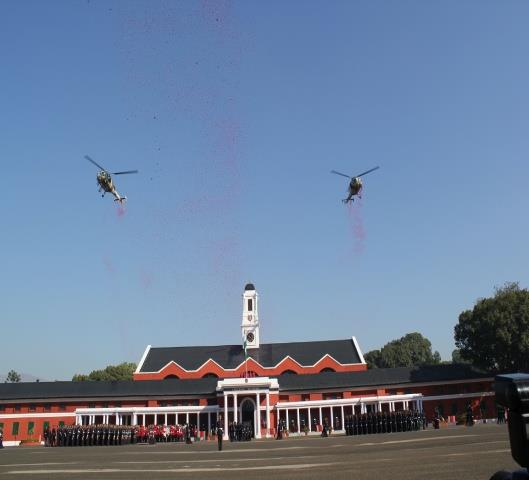
Индийская военная академия

Батра поступил в Индийскую военную академию (IMA) в Дехрадуне в июне 1996 года в батальоне Манекшоу.  После завершения своего 19-месячного учебного курса он , 6 декабря 1997 года , окончил IMA и был назначен лейтенантом в 13-й батальон Джамму и Кашмирских винтовок (13 JAK RIF).  После ввода в эксплуатацию он был отправлен в полковой центр в Джабалпуре, Мадхья-Прадеш для дальнейшей подготовки. Обучение длилось один месяц с декабря 1997 года до конца января 1998 года.

 Каждый раз, когда Викрам приезжал в отпуск в Палампур, он посещал кафе Neugal.  Батра последний раз приходил домой в отпуск из армии в 1999 году, во время фестиваля Холи, на несколько дней. В это время, когда он пошел в кафе за кофе, он встретил своего лучшего друга, а затем и свою невесту Димпл Чима, которая сказала ему быть осторожным на войне, на что Батра ответил: 
 Я либо вернусь после победы под индийским флагом, либо вернусь, завернутый в него. Но я вернусь наверняка.  

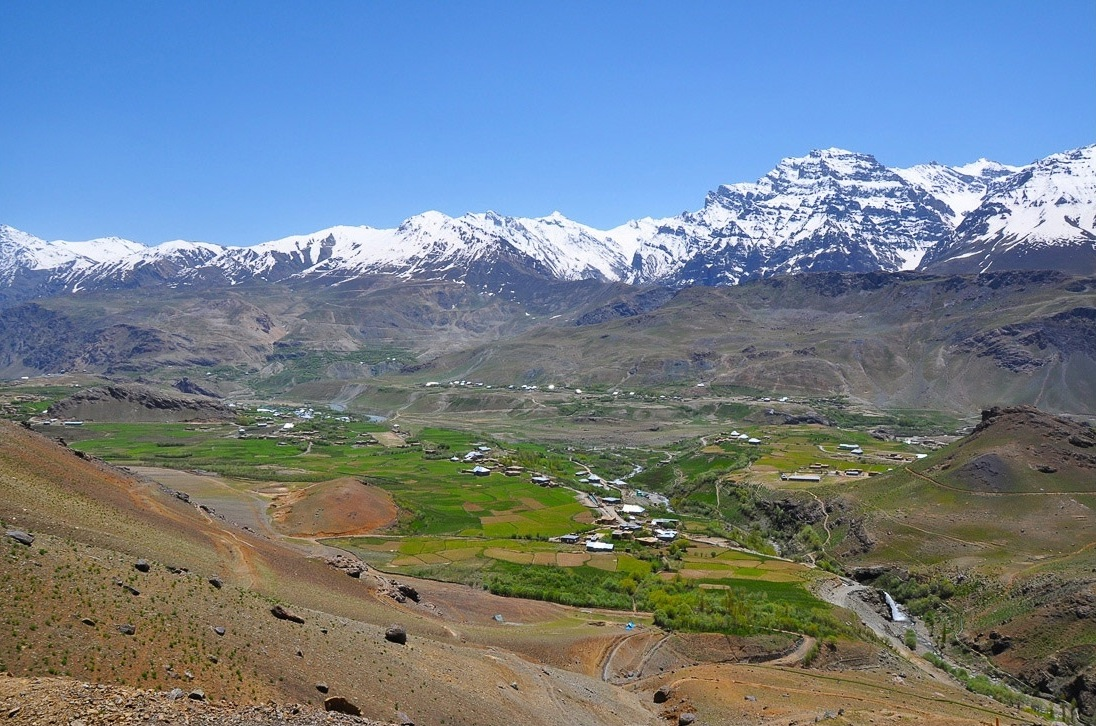
Город Драс, второе после Сибири самое холодное место в мире, где зимой температура опускается до −60 градусов по Цельсию.

После своего отпуска он вернулся в армию , чтобы присоединиться к своему батальону в Сопоре.  13 JAK RIF, после завершения контрповстанческой операции в Кашмире под командованием 192-й горной бригады 8-й горной дивизии, получил приказ проследовать в Шахджаханпур, Уттар-Прадеш. Передовая группа батальона под командованием майора Йогеша Кумара Джоши достигла пункта назначения, когда 5 июня из-за начала войны в Каргиле были изменены приказы о развертывании, и батальон получил приказ перебраться в Драс, Джамму и Кашмир.
Батра сообщил своим родителям о своем движении и заверил их, что им не нужно беспокоиться о нем.  Он звонил своим родителям хотя бы раз в десять дней.  Последний телефонный звонок, который он сделал, был 29 июня 1999 года, когда он сказал: «Мама, ек дум фит хун, фикар мат карна», («Я абсолютно в порядке. Не волнуйся»). Это был последний раз, когда Батра говорил со своей матерью.
Начав службу в должности лейтенанта, он дослужился до звания капитана.

## Каргильская война

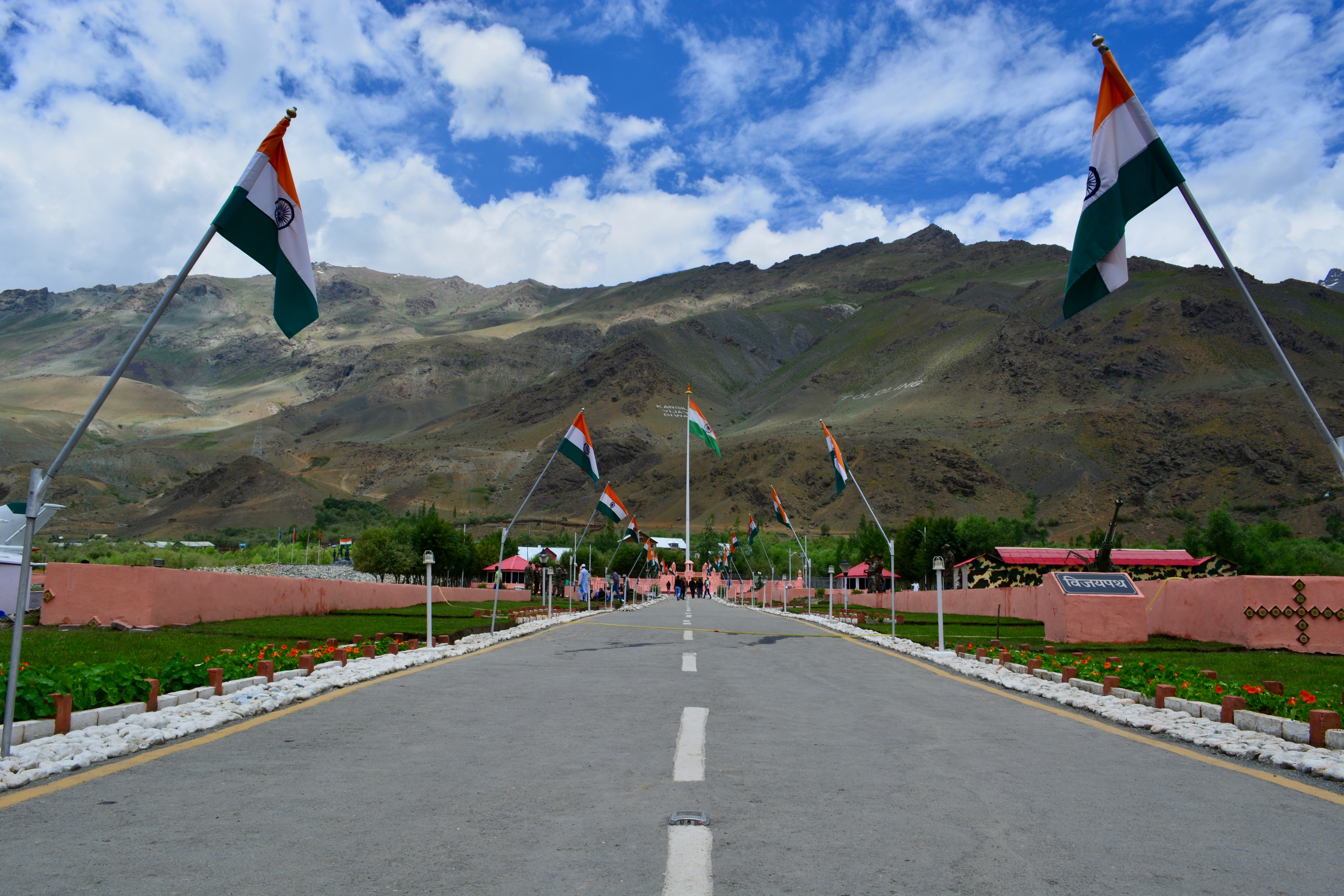
Военный мемориал Каргил с фоном Тололинг на фоне Драс

### Захват Точки 5140
После этого контингент капитана Батры получил ответственность за освобождение наиболее важной вершины 5140 от армии Пак чуть выше дороги Сринагар-Лех. Капитан Батра шел вместе со своим отрядом  и двинулся к этому району с восточного направления и достиг в пределах досягаемости его атаки без какого-либо вражеского рукописного ввода. Капитан Батра реорганизовал свой отряд и мотивировал их атаковать цели противника напрямую. Возглавив отряд на переднем крае, они смело атаковали врага и убили четверых из них в бою лицом к лицу. Несмотря на то, что он был недоступен, Викрам Батра вместе со своими товарищами поднялся на пик в 3:30 утра 20 июня 1999 года. Капитан Викрам Батра сделал Виджай Уддхош по радио с этой вершины: "Это сердце требует Если он сказал «Павлин», то не только армия, но и его имя распространились по всей Индии. В то же время, наряду с кодовым именем Викрама Шер Шах, он также был назван «Лев Каргил». На следующий день в СМИ появилась фотография Викрама Батры и его команды с индийским флагом на вершине 5140.

## Парам Вир Чакра

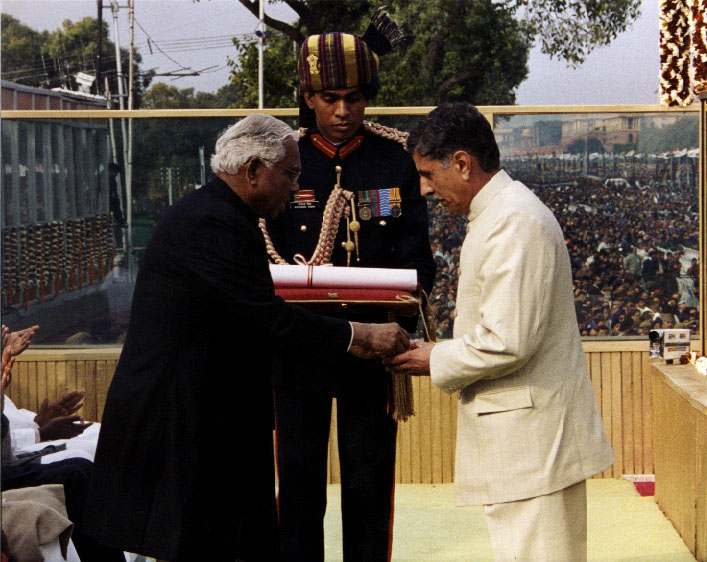
Президент К. Р. Нараянан представляет Парам Вир Чакра (посмертно) отцу капитана Батры

Викрам Батра был удостоен Парам Вир Чакра, высшей военной чести Индии 15 августа 1999 года, в 52-ю годовщину независимости Индии. Его отец Г. Л. Батра получил честь за своего покойного сына от президента Индии, покойного К. Р. Нараянана.

## В популярной культуре
В фильме 2003 года на хинди «LOC Kargil», основанном на каргильском конфликте , Абхишек Баччан сыграл роль капитана Батры.
В предстоящем фильме «Шершах»  Сидхарт Малхотра будет играть Батру в биографическом фильме, снятом Вишнувардханом и продюсером которого являются Dharma Productions и Pen India Limited.

## Наследие

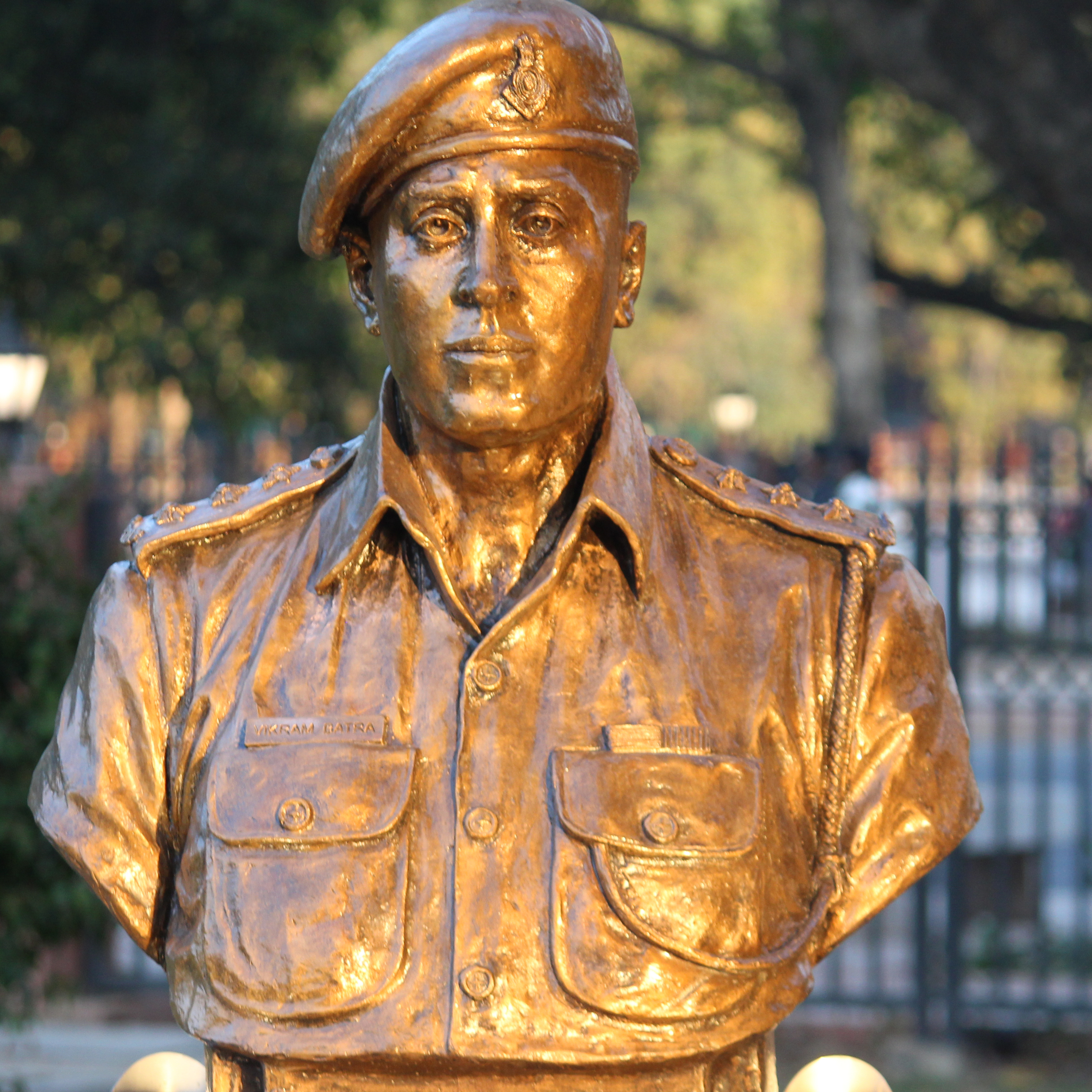
Статуя Викрама Батры, Национальный военный мемориал

Викрам Батра также известен в Индии за использование слогана «Yeh Dil Maange More!» как его сигнал, чтобы сообщить об успехе миссии.  Он также известен интервью, в котором заявлял, что пакистанские солдаты знали о нем.
Он также был удостоен чести нескольких достопримечательностей, названных в его честь: исторический захват пункта 4875 привел к тому, что гора была названа Батра Топ в его честь. Зал в Центре выбора услуг в Аллахабаде называется «Блок Викрама Батры», жилой район в Кантонменте Джабалпур называется «Анклав капитана Викрама Батры», а объединенная кадетская каюта в ИМА называется «Викрам Батра Месс».
Мемориал ветеранам войны, в том числе Батре, стоит в его колледже «Альма-матер», Чандигарх, в честь службы солдат. В 2003 году фильм Дж. П. Датты по эпизоду с Каргилом Абхишек Баччан сыграл роль капитана Викрама Батры.